# Beudantita
La beudantita és un mineral de la classe dels arsenats que rep el seu nom del francès François Sulpice Beudant (1787-1850). Forma part i dona nom al grup de la beudantita, el qual integra el supergrup de l'alunita. També es coneix amb el nom de bieirosita.

## Característiques
Cristal·litza en el sistema trigonal i mostra una gran varietat d'hàbits dels seus cristalls, incloent tabular, romboèdrica aguda, pseudo-cúbica i pseudo-cuboctahedral. És l'arseniat anàleg de la corkita, un fosfat. Forma una solució sòlida amb la segnitita i la plumbojarosita. Alguns exemplars de beudantita (com també de segnitita) poden contenir quantitats menors de Sb reemplaçant el Fe.
Segons la classificació de Nickel-Strunz, la beudantita pertany a «08.BL: Fosfats, etc. amb anions addicionals, sense H₂O, amb cations de mida mitjana i gran, (OH, etc.):RO₄ = 3:1» juntament amb els següents minerals: corkita, hidalgoïta, hinsdalita, kemmlitzita, svanbergita, woodhouseïta, gal·lobeudantita, arsenogoyazita, arsenogorceixita, arsenocrandal·lita, benauita, crandal·lita, dussertita, eylettersita, gorceixita, goyazita, kintoreïta, philipsbornita, plumbogummita, segnitita, springcreekita, arsenoflorencita-(La), arsenoflorencita-(Nd), arsenoflorencita-(Ce), florencita-(Ce), florencita-(La), florencita-(Nd), waylandita, zaïrita, arsenowaylandita, graulichita-(Ce), florencita-(Sm), viitaniemiïta i pattersonita.
La beudantita cúprica és una varietat d'aquesta espècie que ha sigut trobada als Urals (Rússia), a Bou Azzer (Marroc) i a la Xina.

## Formació i jaciments
La beudantita és un mineral secundari que ocorre en les zones oxidades de dipòsits polimetàl·lics. Es presenta en associació amb carminita, escorodita, mimetita, dussertita, arseniosiderita, farmacosiderita, olivenita, bayldonita, duftita, anglesita, cerussita i atzurita. Als territoris de parla catalana ha estat descrita a la mina «Iris 18» d'Escornalbou, a Riudecanyes (Baix Camp, Tarragona).